# Vladimir Orlov (rychlobruslař)
Vladimir Alexandrovič Orlov (rusky Владимир Александрович Орлов; * 2. prosince 1938 Moskva, Ruská SFSR) je bývalý sovětský rychlobruslař.
Největšího úspěchu dosáhl na Zimních olympijských hrách 1964, kde v závodě na 500 m získal stříbrnou medaili. Na sovětských šampionátech startoval od roku 1960, jeho nejlepšími výsledky bylo 2. místo na mistrovství v roce 1966 (sprinterský trojboj) a 3. příčka na mistrovství 1965 (závod na 500 m). Poslední závod absolvoval v roce 1967.